# Beatrycze z Silvy
Beatrycze z Silvy, właśc. D. Beatriz de Menezes da Silva (ur. w 1424 w Campo Maior; zm. 9 sierpnia 1492 w Toledo) – portugalska zakonnica, święta Kościoła katolickiego. Założycielka Zakonu Niepokalanego Poczęcia (koncepcjonistki).

## Życiorys
Była jedną z jedenaściorga dzieci Rui Gomesa da Silva i Isabel de Menezes. Jej bratem był franciszkanin bł. Amadeusz z Portugalii. W młodości Beatrycze była damą na dworze królowej Izabeli Portugalskiej.  Królowa zazdrościła jej urody i z tego powodu kazała ją uwięzić. W więzieniu Beatriz ukazać się miała Matka Boża z Dzieciątkiem na ręku. Matka Boża była ubrana w biały habit i szkaplerz przykryty niebieskim płaszczem. Maryja poleciła świętej, aby założyła zakon w celu uczczenia tajemnicy Niepokalanego Poczęcia Najświętszej Maryi Panny.
Po opuszczeniu więzienia Beatrycze osiedliła się w klasztorze cysterek w Toledo, gdzie przebywała 30 lat. W 1484 opuściła klasztor cysterek i wraz z grupą pobożnych kobiet założyła oparte na regule św. Benedykta zgromadzenie Sióstr od Niepokalanego Poczęcia Najświętszej Maryi Panny (koncepcjonistek) w Toledo. Koncepcjonistki po jej śmierci zamieniły regułę benedyktyńską na regułę franciszkańską, odtąd jako Siostry Franciszkanki od Niepokalanego Poczęcia Najświętszej Maryi Panny (koncepcjonistki). Po śmierci została pochowana w klasztorze koncepcjonistek w Toledo.
Została beatyfikowana przez Piusa XI w dniu 28 lipca 1926, a kanonizowana przez Pawła VI w dniu 3 października 1976. Jest patronką więźniów.